# GSAV Vitalis
De Groninger Studenten Atletiek Vereniging Vitalis is een rond 1996 opgerichte  atletiekvereniging voor studenten in Groningen. De club is verbonden met de Academische Centrale voor Lichamelijke Opvoeding (ACLO), de overkoepelende studentensportstichting van de Rijksuniversiteit Groningen (RUG) en de Hanzehogeschool Groningen (HG). Vitalis heeft als thuisbasis de atletiekbaan in het Stadspark en de stamkroeg Tram13. Het is met ongeveer 160 leden de grootste studentenatletiekvereniging van Nederland, en de oudste atletiekvereniging van de stad Groningen.
De vereniging is officieel lid van de Atletiekunie en behoort tot de atletiekregio Groningen.

## Activiteiten
Vitalis doet mee aan de landelijke atletiekcompetitie van de Atletiekunie, de Nederlandse Studenten Kampioenschappen onder de vlag van de de Nederlandse Studenten Atletiek Federatie ZeuS en de Batavierenrace. De vereniging organiseert zelf regelmatig een NSK, zoals in 2023 het NSK Teams en in 2019 het NSK Baan. Daarnaast organiseert Vitalis jaarlijks de Zac Freudenberg cross in het stadspark.
De club heeft vijf verschillende trainingsgroepen voor techneuten, sprinters, middellange afstandslopers, lopers op de weg en meerkampers. De atletiekbaan in het Groninger Stadspark wordt gedeeld met Groningen Atletiek en de Triathlonvereniging van GVAV-Rapiditas.

## Bier en hardlopen
In 2022 wilde Vitalis een Beer Mile organiseren om na de contactarme Coronatijd, de besturen van verschillende studentenverenigingen samen te brengen. De biermijl is een ludieke hardloopwedstrijd over vier ronden van 400 meter, waarbij voor elke ronde een biertje wordt gedronken. Het is een trend die uit Amerika is overgewaaid naar Leuven, Delft, Enschede en Utrecht. De gemeente Groningen trok echter de vergunning voor de wedstrijd in, omdat het vond dat alcohol en sport niet samengaan. Dit beleid bleef beperkt tot het veld, en gold niet voor de kantines in de gemeente.

## Groninger atletiek
In Groningen wordt vanaf de oprichting van de Groninger Voetbal en Atletiek Vereniging (GVAV) in 1915 in clubverband aan atletiek gedaan. De GVAV fuseerde in 1921 met de uit 1917 stammende atletiekvereniging Rapiditas. GVAV-Rapiditas fuseerde in 2003 met Argo'77 tot Groningen Atletiek. Vitalis is dus de enige overgebleven atletiekvereniging uit een vorig millennium.

## Uitslagen
2020
 NK atletiek indoor, 1500 m: Jaap Gerben Vellinga